# Praedora australis
Praedora australis är en fjärilsart som beskrevs av Clark 1930. Praedora australis ingår i släktet Praedora och familjen svärmare. Inga underarter finns listade i Catalogue of Life.